# آناستازیا ووینووا
آناستازیا ووینووا (روسی: Анастасия Сергеевна Войнова؛ زادهٔ ۵ فوریهٔ ۱۹۹۳) دوچرخه‌سوار زن اهل روسیه است.
وی در مسابقات کشوری و بین‌المللی در مجموع برندهٔ ۳۸ مدال طلا، ۱۲ مدال نقره، ۵ مدال برنز شده‌است.